# Torculus
Le torculus (du latin torculus, comme pour un pressoir, de torqueo, tordre, tortiller : allusion à sa forme tordue) est un neume utilisé dans le chant grégorien. C'est le neume de trois notes où celle du milieu est plus élevée que les deux autres. Il se présente graphiquement comme un punctum lié à une clivis plus aigüe. La note du milieu peut être reliée à la première ou la troisième par une barre verticale, si l'intervalle est d'une tierce (ou plus, ce qui est très rare).
Dans la notation cursive, le torculus se présente dans deux graphismes très différents, suivant qu'il est épisémé ou non. La notation vaticane ne distingue pas ces deux cas, qui sont en revanche nettement indiqués dans la notation de Solesme, ainsi que dans les notations cursives.

## Hésitations des notations carrées
- En notation carrée, le Torculus resupinus  a graphiquement la forme d'un porrectus praepunctum. Ces deux neumes ne correspondent cependant pas à la même accentuation rythmique, et sont soigneusement distingués dans les notations cursives (voir la discussion correspondante dans l'article porrectus).
- Le Pes subpunctis (qui peut transcrire par ailleurs des neumes assez variés) correspond dans la notation de Laon à un torculus suivi d'un punctum (torculus subpunctum), alors que la notation de St Gall note le même neume par un pes suivi de deux punctum. Cette équivalence montre que la troisième note d'un torculus n'est pas une note forte, et que la structure du torculus est portée par ses deux premières notes.
- On rencontre parfois le groupe noté par Solemnes  par un torculus (épisémé sur la première note) suivi d'un pressus. Il s'agit en réalité d'un pes-pressus (voir à l'article pressus).

## Interprétation
L'inteprétation équilibrée du torculus met bien en relief les différents éléments d'accentuation que l'on peut trouver dans l'interprétation vivante d'un neume :
- La première note, comme tout début de neume, reçoit une légère attaque (>) mais n'est par elle-même accentuée ni en force (pour pouvoir mettre en valeur la deuxième note), ni en durée (elle est légèrement raccourcie pour ne pas faire attendre la deuxième note, qu'elle doit engendrer).
- La deuxième note est le sommet mélodique du neume (son accent principal), et reçoit à ce titre un léger épanouissement (<>) qui lui permet de s'imposer en force et en durée.
- La troisième note est une note de conclusion et de relaxation : sans tension ni en force ni en intensité, elle est comparativement plus effacée que la précédente en force, et d'une durée qui n'a pas besoin d'être pressée.

## Torculus (non épisémé)
En notation cursive, que ce soit dans la notation de St Gall  ou celle de Laon  plus déformée, le torculus simple reflète directement sa composition: la succession d'un accent grave, aigu, puis grave. L'interprétation mélodique est directe : les trois notes ont une valeur « légère », mais l'initiale reçoit par sa position un léger accent d'attaque, et la médiane est par sa hauteur en position naturellement forte, ce qui peut s'accompagner d'un léger accent de durée et d'intensité.

## Torculus épisémé
Le torculus épisémé  se distingue radicalement du précédent dans la notation cursive, que ce soit dans la notation de St Gall  ou celle de Laon . La notation de Laon donne le « mode d'emploi » de ce neume: les trois notes doivent avoir une valeur pleine, celle du milieu étant légèrement retardée du fait de sa position haute, qui en fait le pôle du neume (a signifiant simplement altius).
Dans son interprétation usuelle, le torculus épisémé (surtout en préparation de finale) est souvent victime d'une interprétation rythmique qui insiste trop sur la première note, et conduit à un rythme qui rappelle la « marche nuptiale » :  Une telle interprétation -qui brise la fluidité de la ligne mélodique- est clairement fautive, ne respectant pas le principe de l'homogénéité des temps de base.
Pour éviter ce travers, il faut viser le centre et donner au torculus épisémé son accent principal sur sa deuxième note. La première n'étant qu'une préparation (épisémée, donc néanmoins lente) et la troisième une conclusion. De plus, pour qu'il s'enchaîne naturellement au reste de la pièce et puisse s'épanouir de manière équilibrée, il doit être introduit comme l'est une formule de conclusion, par un ralentissement préparatoire sur le neume précédent.